# Surb Sarkis (Feodosija)
Surb Sarkis neboli kostel svatého Sarkise, nebo podle ukrajinského a ruského vzoru kostel svatého Sergeje(arménsky Սուրբ Սարգիս, rusky Сурб Саркис, Церковь Святого Сергия, ukrajinsky Сурб-Саркіз, церква Святого Сергія) je аrménský kostel ve Feodosiji pocházející již ze středověku. Je místem posledního odpočinku Ivana Ajvazovského. Patří аrménské apoštolské církvi.

## Dějiny
Kostel byl ve Feodosiji, tehdy vesnici zvané Kaffa, postaven v roce 1330, v písemných památkách je poprvé připomínán v roce 1361.
Ve 14. až 16. století byl Surb Sarkis střediskem arménské vzdělanosti a kultury. Disponoval rozsáhlým skriptoriem, kde působili známí umělci, filosofové, básníci a dějepisci Simeon, Baberdeci, Stepanos, Karneci, Avetis, Arakel ad. Odsud pocházející rukopisy se nyní nacházejí ve sbírkách velkých knihoven, např. v Francouzské národní knihovně v Paříži, knihovně Arménského patriarchátu v Jeruzalémě, arménských mchitaristů ve Vídni atd.
V roce 1811 vzniklo při kostele Feodosijské muzeum starožitností.
V roce 1888 kostel vyhořel a na náklady Ivana Ajvazovského byl obnoven. Ajvazovskij byl v tomto kostele v roce 1817 pokřtěn, ženil se tu a ve zdi chrámu byl v roce 1900 také pohřben. Z jeho závěti kostel a při něm působící škola dostaly 50 000 rublů.
V letech 1965–1970 byl kostel rekonstruován. V roce 1970 ale při výstavbě obytných domů v okolí došlo k narušení drenážního systému a kostel začal trpět podmáčením. Poničena byla zejména původní fresková výzdoba. Od konce 80. let opět probíhá rozsáhlá rekonstrukce.

## Galerie

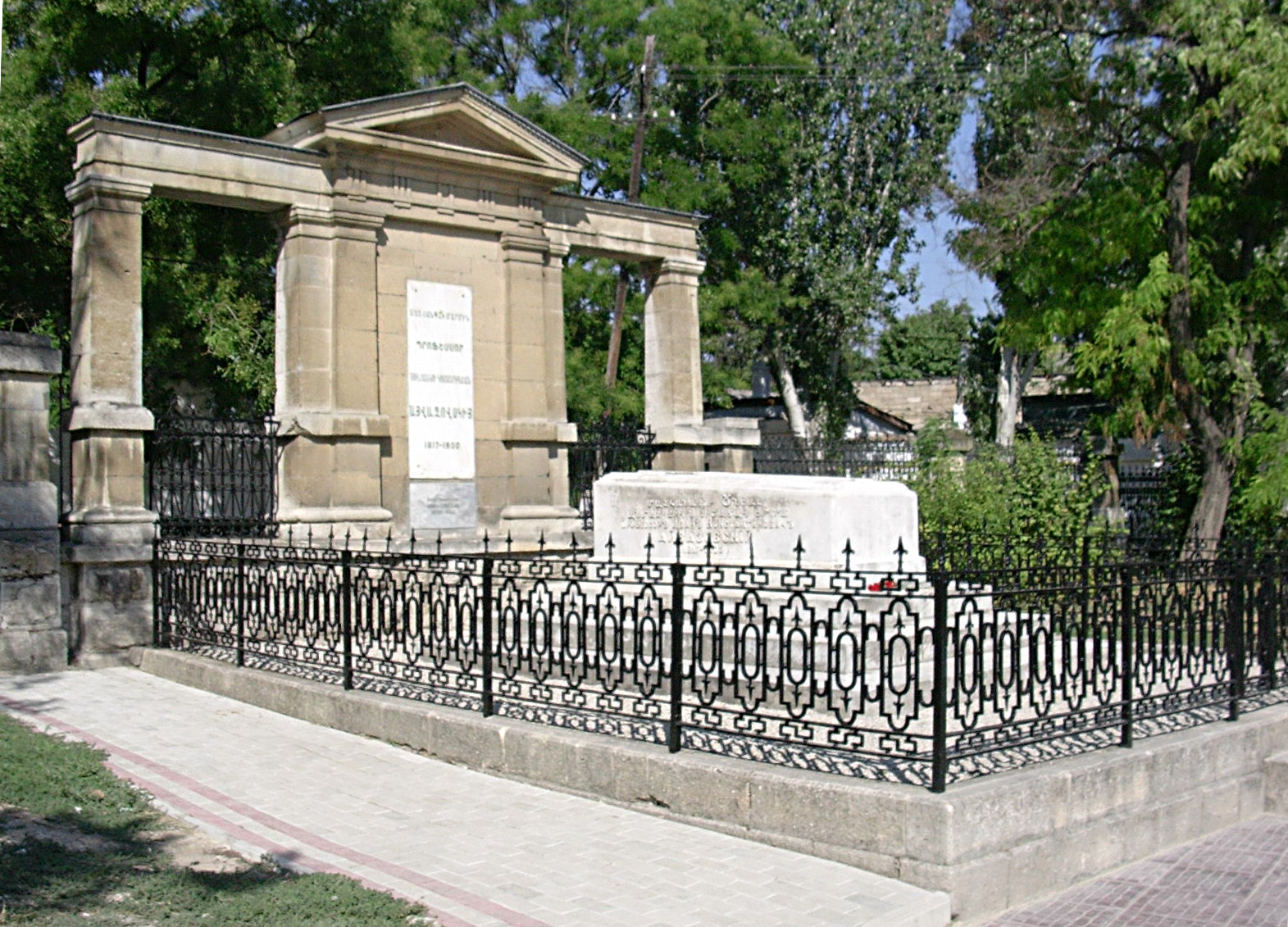
Ajvazovského hrob
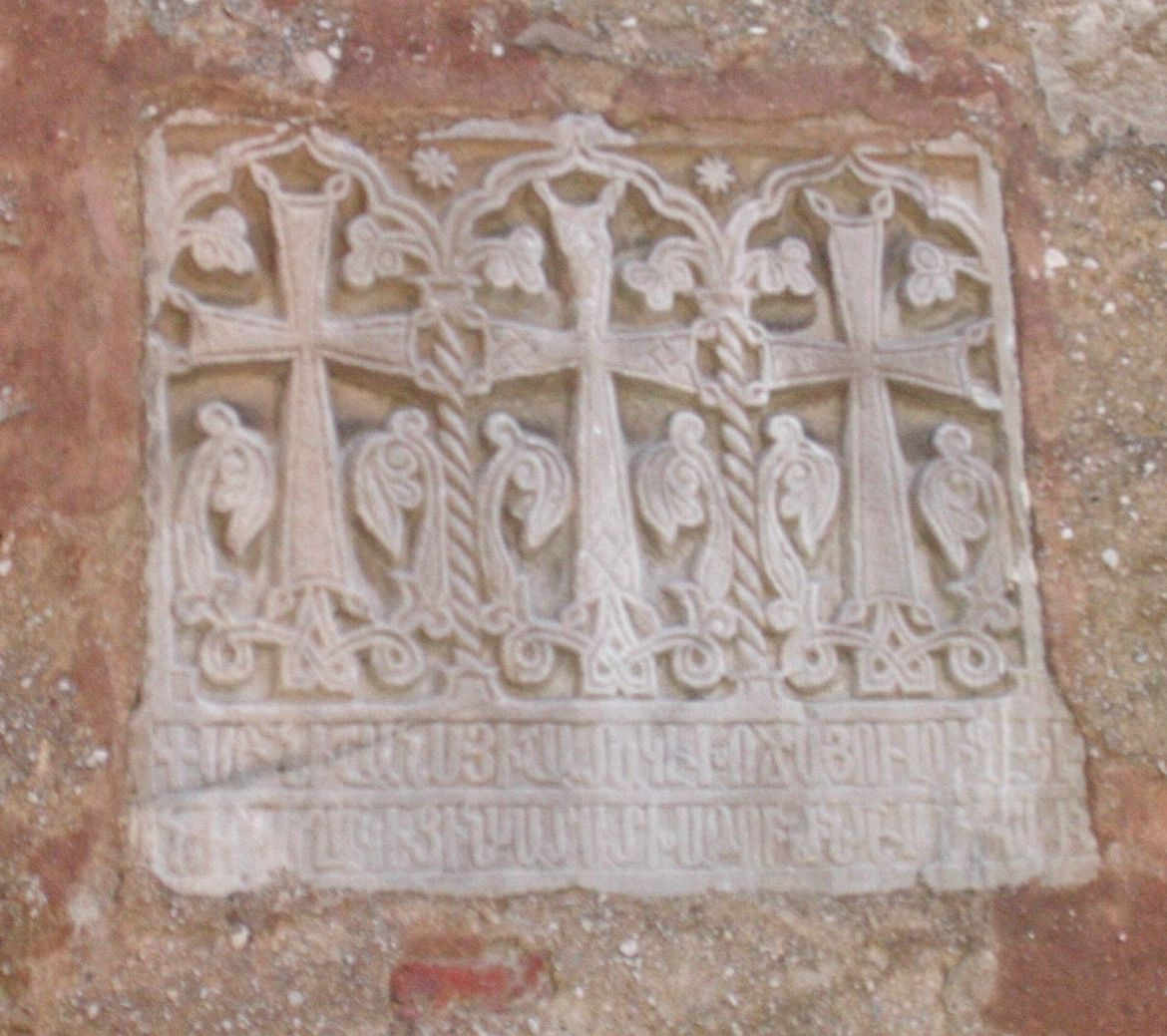
kamenný reliéf
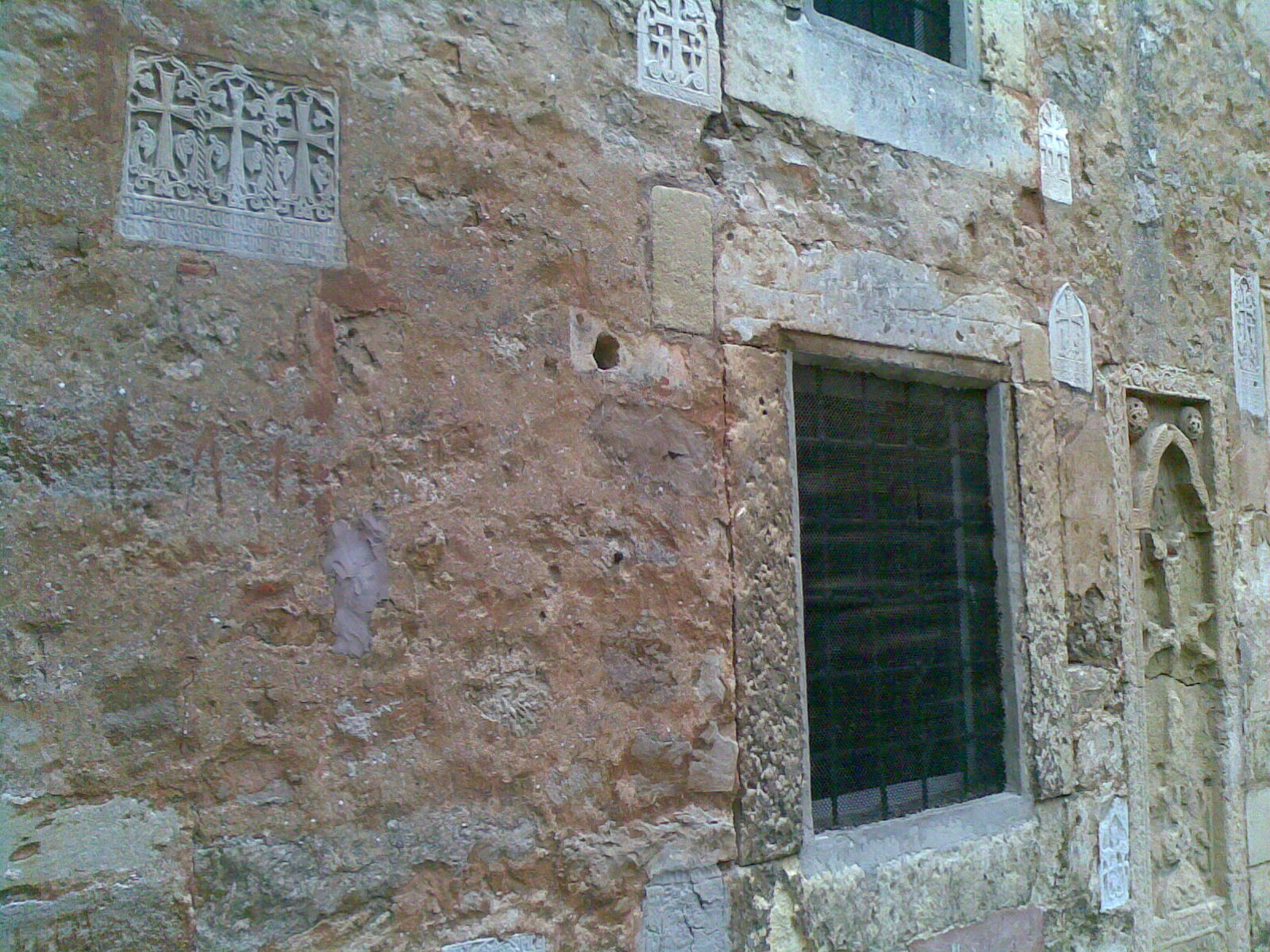
stěna kostela